# 上田惇生
上田 惇生（うえだ あつお、1938年11月9日 - 2019年1月10日）は、日本の経営学者。ものつくり大学名誉教授、立命館大学客員教授、ドラッカー学会代表。

## 経歴
埼玉県出身。埼玉県立浦和高等学校を経て、1964年慶應義塾大学経済学部卒。経団連会長秘書、国際経済部次長、広報部長、ものつくり大学教授（マネジメント、社会論）を経て、同大学名誉教授。立命館大学客員教授。ピーター・ドラッカー自身からもっとも親しい友人、日本での分身とされてきた。ドラッカー学会代表のほかに、渋沢栄一賞選考委員、埼玉ちゃれんじ企業経営者選考委員会代表も務める。ドラッカー経営思想の普及によりベスト・リスクマネジャー・オブ・ザ・イヤー2001（リスクマネジメント協会）受賞。

## 著書
- 『入門ドラッカー 万人のための帝王学を求めて』（2006年9月）ダイヤモンド社、ISBN 978-4478307038
  - 『ドラッカー入門 新版 未来を見通す力を手にするために』（2014年8月）井坂康志共著、ダイヤモンド社、ISBN 978-4-478-02857-5
- 『ドラッカー 時代を超える言葉 洞察力を鍛える160の英知』（2009年10月）ダイヤモンド社、ISBN 978-4-478-01130-0
- 『P.F.ドラッカー 完全ブックガイド』（2014年5月）ダイヤモンド社、ISBN 978-4-478-01652-7

### 監修
- 実践するドラッカー、佐藤等編著、ダイヤモンド社
  - 『実践するドラッカー【思考編】』（2010年1月）ISBN 978-4-478-00023-6
  - 『実践するドラッカー【行動編】』（2010年4月）ISBN 978-4-478-01293-2
  - 『実践するドラッカー【チーム編】』（2011年2月）ISBN 978-4-478-01457-8
  - 『実践するドラッカー【事業編】』（2012年3月）ISBN 978-4-478-01717-3
  - 『実践するドラッカー 利益とは何か』（2013年3月）ISBN 978-4-478-02432-4

## 翻訳・編集
- 『プロフェッショナルの条件』
- 「はじめて読むドラッカー・シリーズ」四部作
- 「ドラッカー名言集」四部作
- 『エッセンシャル版マネジメント』
- 『現代の経営』
- 『経営者の条件』
- 『断絶の時代』
- 『イノベーションと企業家精神』
- 『非営利組織の経営』ダイヤモンド社、1991年. 新訳2007年 ISBN 978-4-478-30705-2
- 『ネクスト・ソサエティ』
- 『プロフェッショナルの原点』

## CD
- 『60分でわかるドラッカー』（伊藤洋一編集長のビジネスVOICE講座）

## 連載
- 「経営学の巨人の金言・至言－3分間ドラッカー」（ダイヤモンド・オンライン）